# Климент (Кущ)
Кли́мент (в миру Кущ Павло́ Микола́йович; нар. 9 квітня 1969, Сімферополь) — архієрей Православної церкви України (до 15 грудня 2018 року — УПЦ КП), митрополит Сімферопольський і Кримський.

## Життєпис

### Ранні роки і навчання
- 1976—1986 — навчання в середній школі.
- 1986—1992 — Харківському інституті мистецтв.
- 1987—1989 — строкова військова служба у Збройних Силах СРСР.

### Священство
- Жовтень 1995 — призначений іподияконом у кафедральному соборі св. Володимира і Ольги Сімферополя.
- У 1997—2000 навчався у Київській духовній семінарії.
- 8 листопада 1996 — рукоположений єпископом Сімферопольським і Кримським Антонієм у сан диякона і призначений штатним дияконом собору,
- 28 лютого 1997 — на священника. До свята Пасхи 1997 року був нагороджений Наперсним Хрестом.
- 27 листопада 1997 року своїм Указом Патріарх Філарет призначив секретарем Кримської єпархії УПЦ КП.
- 4 липня 2000 — прийняв чернечий постриг з іменем Климент (на честь священномученика Климента, Папи Римського) у Свято-Михайлівському чоловічому монастирі Києва.

### Архієрейське служіння
- 23 липня 2000 — хіротонізований на єпископа Сімферопольського і Кримського за Божественною літургією у Володимирському кафедральному соборі міста Києва.
- 26 липня 2000 — прийняв керування єпархією.
- 7 вересня 2004 — Голова відділу духовно-патріотичного виховання у Військово-Морських Силах України.
- 28 березня 2005 — Голова Місії УПЦ КП в Італії.
- 23 січня 2012 — піднесенний до сану архієпископа.

25 квітня 2014 року архієпископ Климент (Кущ) повідомляв у спеціальній заяві на своєму єпархіальному сайті наступне: «У Севастополі у Київського Патріархату фактично відібрано храм Священномученика Климента Римського на території Навчального загону ВМС України. Російські військові, що здійснюють охорону, не пускають до храму настоятеля архімандрита Макарія (Щипакова), етнічного росіянина, колишнього військовослужбовця Військово-морського флоту, та його парафіян. Усі намагання керуючого Кримською єпархією зустрітися з представниками діючої міської влади Севастополя з цього та інших питань виявилися марними. У Київського Патріархату фактично відібраний храм Покрови Божої Матері у селищі Перевальному. На настоятеля протоієрея Івана Катькала та місцевих вірян Української Православної Церкви Київського Патріархату чинять психологічний тиск представники УПЦ Московського Патріархату. На свято Входу Господнього до Єрусалима (Вербну неділю) молодики в камуфляжі намагалися спровокувати конфлікт. Зазначимо, що в березні цього року радник Кабінету міністрів Автономної республіки Крим з питань оборони та безпеки полковник Ігор Стрєлков підписав документ, згідно з яким всім органам державної влади Криму приписано рішуче протидіяти спробам заволодіти майном та перешкоджанню діяльності храмів Української Православної Церкви Київського Патріархату в Криму. Цей лист, за словами Стрєлкова, був погоджений з Патріархом Кирилом і є письмовими гарантіями влади Криму, щодо недоторканості Київського Патріархату у Криму».
- З 22 січня 2018 до 27 серпня 2020 виконував обов'язки керівника Херсонської єпархії.
- 15 грудня 2018 року разом із усіма іншими архієреями УПЦ КП взяв участь у Об'єднавчому соборі в храмі Святої Софії
- 5 лютого 2019 — Священним синодом ПЦУ призначений Головою Православної місії допомоги жертвам порушення прав людини та особам, позбавленим волі.

У травні Архиєпископ Сімферопольський та Кримський Православної церкви України Климент заявив, що Росія 18 травня остаточно ліквідує парафії Української Церкви в Криму. Також він звинуватив українську владу в «злочинній бездіяльності» і заявив, що «буде вимушений разом із духовенством Кримської єпархії просити притулку в інших країнах світу». Климент підтримав і почесного патріарха Філарета у його заявах щодо необхідності проведення Помісного Собору задля зміни статуту ПЦУ і подальшого проголошення патріархату Церкви
Духовенство Херсонської єпархії ПЦУ 20 травня 2019 року звернулося з заявою до Предстоятеля Православної церкви України Митрополита Епіфанія і Священного Синоду ПЦУ в якій підписанти висловили категоричну незгоду з останніми заявами архиєпископа Сімферопольського і Кримського Климента (Куща), який публічно розкритикував і владу, і нове керівництво ПЦУ. У Херсонській єпархії ПЦУ заявили: «Православні вірні … з великою радістю і надією сприйняли створення єдиної Православної Церкви в Україні….подібні заяви виглядають дивно, і точно шкодять справі розбудови спільної Церкви… Вважаємо своїм обов'язком максимально рішучо відмежуватися від того, що пролунало у нещодавній заяві владики Климента, і заявляємо про цю свою позицію, щоб потім, як мінімум, нам не було соромно перед Богом, перед людьми і перед собою».
20 серпня 2019 Климент розповів що виділену в Сімферополі землю для кафедрального собору Кримської Єпархії Української православної церкви віддали Римо-католицькій церкві. «Римо-католицька громада, яка була зареєстрована при Україні, шукала земельну ділянку. І їм її не давали. 2014 року з Петербурга приїжджає громадянин Росії, ксьондз католицький. Він починає активно шукати землю під своє управління єпархії. Він знав, що ця земля належить православним. Їм було запропоновано три земельні ділянки. Вони зупинилися на цій, яка була раніше виділена кримській єпархії під православний кафедральний собор. Римські католики зносять православний хрест і починають роботи з будівництва», — пояснив архієпископ Климент. Католицький священик такі звинувачення відкинув.
У вересні архієпископ Климент привітав звільнених 7 вересня з російського ув'язнення громадян України. Про це повідомив кримський активіст Андрій Щекун. За словами Щекуна «Архиєпископ Климент — це духовний лідер українців у Криму. Пишаюся тим, що Бог дав мені можливість спілкуватися і знати цю нескорену людину, яка бореться за звільнення кожного кримчанина».

### 2020
23 липня 2020 року Архієпископу Кримської єпархії ПЦУ Клименту в день 20-річчя його архієрейської хіротонії російські окупанти вручили постанову про знесення храму в Євпаторії. Посол США в ОБСЄ розкритикував рішення окупаційної влади Криму про демонтаж храму ПЦУ. Також низка правозахисних організацій зробили заяву з приводу знищення Православної церкви України у Криму. Водночас Митрополит Епіфаній засудив дії окупаційної російської влади в Криму, а Митрополит Олександр (Драбинко) закликав дати адекватну відповідь «духовному тероризму» в Криму.
4 серпня 2020 року Верховний суд Російської Федерації відмовився переглянути рішення про виселення громади Православної церкви України (ПЦУ) з кафедрального собору в окупованому Сімферополі.
9 серпня 2020 року архієпископа Климента возведено в сан митрополита.
До 2020 року Климент (Кущ) числився настоятелем парафії Воскресіння Христового ПЦУ у м. Херсон. У 2020 році його замінив Іван Замараєв

### У часширокомасштабного вторгнення Росії в Україну

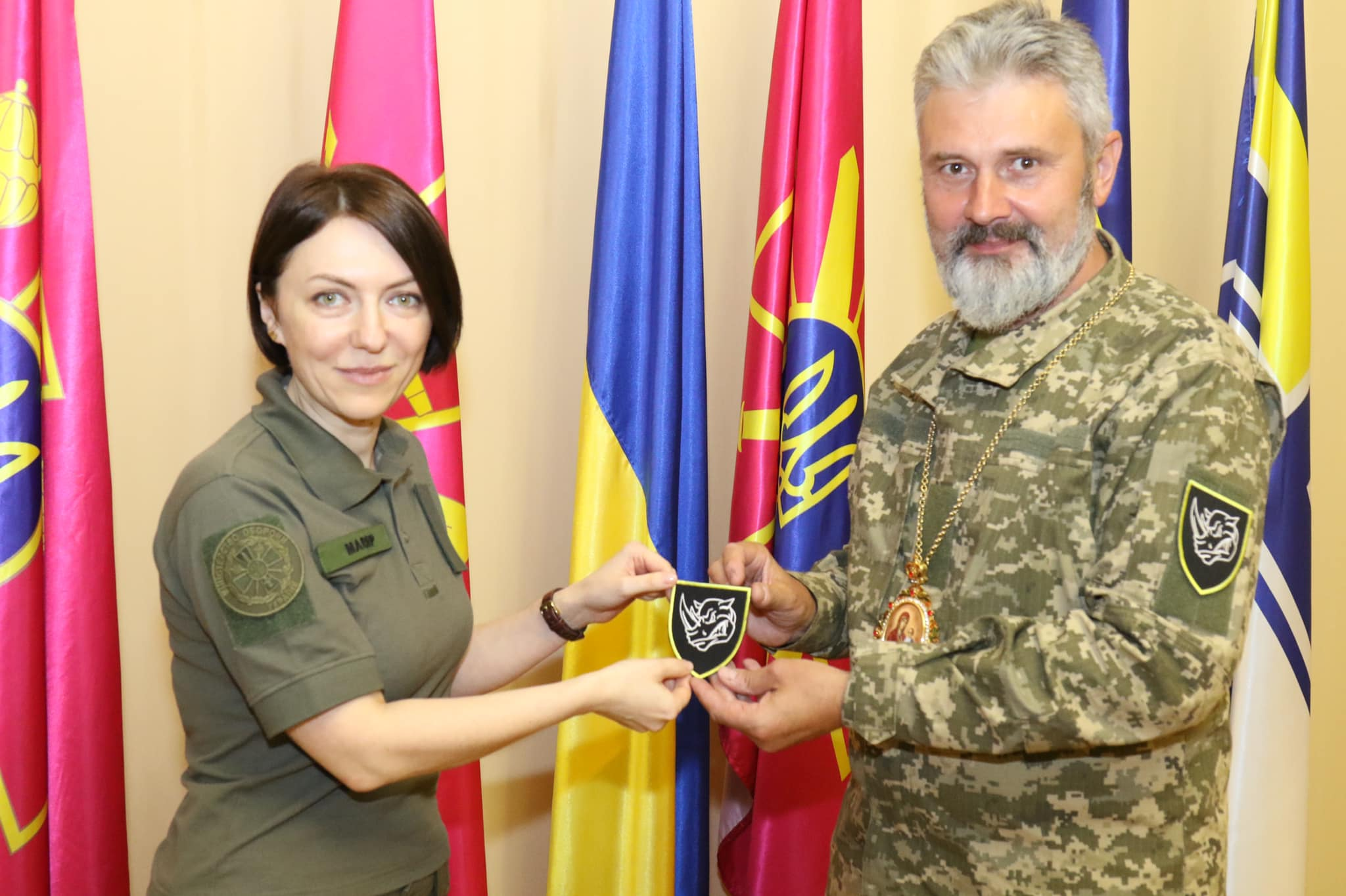
Заступниця Міністра оборони України Ганна Маляр і Митрополит Сімферопольський та Кримський Климент, липень 2022

У липні 2022 Митрополит Сімферопольський і Кримський Климент духовно опікувався однією з військових частин ЗСУ, що виконувала завдання на передовій.
Станом на 2024 рік є лейтенантом капеланської служби.

## Нагороди
- Орден «За заслуги» ІІ ступеня (21 серпня 2020) — за значний особистий внесок у державне будівництво, соціально-економічний, науково-технічний, культурно-освітній розвиток України, вагомі трудові здобутки та високий професіоналізм[17]
- Орден «За заслуги» ІІІ ступеня (22 липня 2008)[18];
- Орден Данила Галицького (25 грудня 2024) — за особисту мужність, виявлену у захисті державного суверенітету та територіальної цілісності України, самовіддане виконання військового обов’язку[16];
- Орден Святого Рівноапостольного князя Володимира ІІІ ступеня (23 січня 2004);
- Орден Великомученика Георгія Побідоносця (9 квітня 2009).

## Громадянська позиція
2 березня 2014 року під час початку тимчасової окупації Росією Криму 2014 року і Російсько-української війни став живим щитом на шляху російських окупантів перед українською військовою частиною.
Незважаючи на вкрай складний стан українців в Криму після окупації, продовжує вести служби. В храмі УПЦ КП відключено опалення, а на служби не бояться приходити кілька десятків вірян.
Виступав за звільнення ув'язненого раніше у Росії українського режисера Олега Сенцова та інших українських політв'язнів у Росії.
Намагався два дні попасти до полонених українських моряків в лікарні, які постраждали внаслідок інциденту в Керченській протоці, проте його не пустили.
10 грудня 2019 року оголосив у Києві біля будівлі Кабміну голодування, вимагаючи забезпечити права релігійної свободи українців у Криму. 17 грудня припинив голодування за проханням митрополита Епіфанія.